# Megalomani
Megalomani (fra græsk μέγα- (mega-) stor + μανία (mania) sindssyge), også kendt som storhedsvanvid, er en psykisk tilstand, hvor man har vrangforestillinger om, at man er mere betydningsfuld og har større evner, end man i virkeligheden har. Megalomani er almindeligt forekommende, hvis man har en alvorlig mani. Megalomani kan også være et symptom på skizofreni.

## Skønlitteratur
Blandt eksempler på personer i litteraturen med megalomani er hovedpersonen Rodion Romanovich Raskolnikov i Fjodor Dostojevskij's roman Forbrydelse og straf fra 1866, og hovedpersonen Jan i Skrolycka i Selma Lagerlöf's roman Kejseren Af Portugalien fra 1914. 